# Lety (Boêmia do Sul)
Lety é uma comuna checa localizada na região da Boêmia do Sul, distrito de Písek.